# Chiesa di Notre-Dame de la Dalbade
La chiesa di Notre-Dame de la Dalbade (in francese: église Notre-Dame de la Dalbade) è una chiesa cattolica di Tolosa, nel dipartimento dell'Alta Garonna. Situata nel quartiere dei Carmes, deve il suo nome all'edificio che si trovava precedentemente sullo stesso luogo, Santa Maria dealbata (Santa Maria bianca), detto così per lo strato di calce che ne ricopriva la superficie esterna.

## Interno

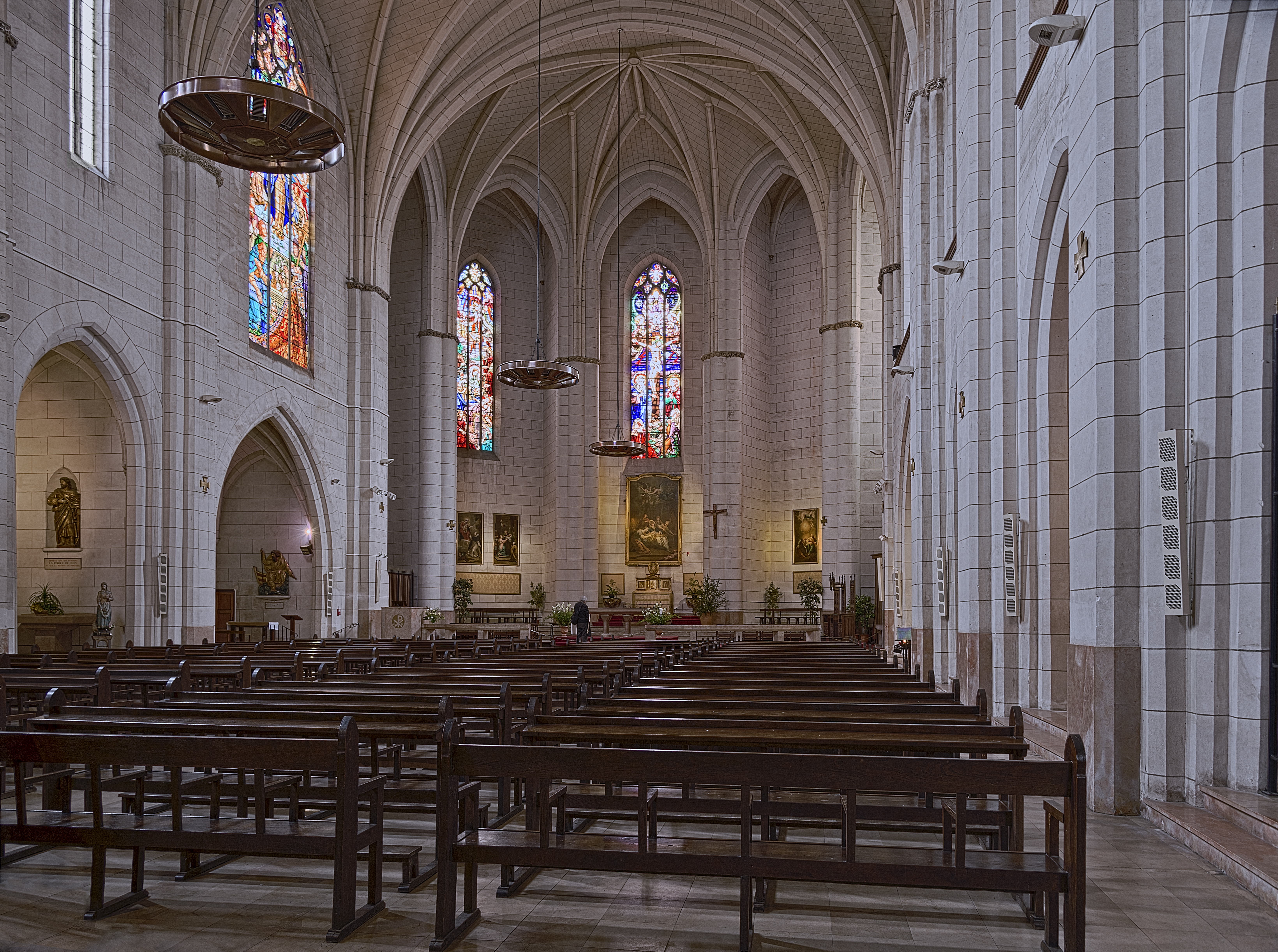
Veduta dell'interno della navata
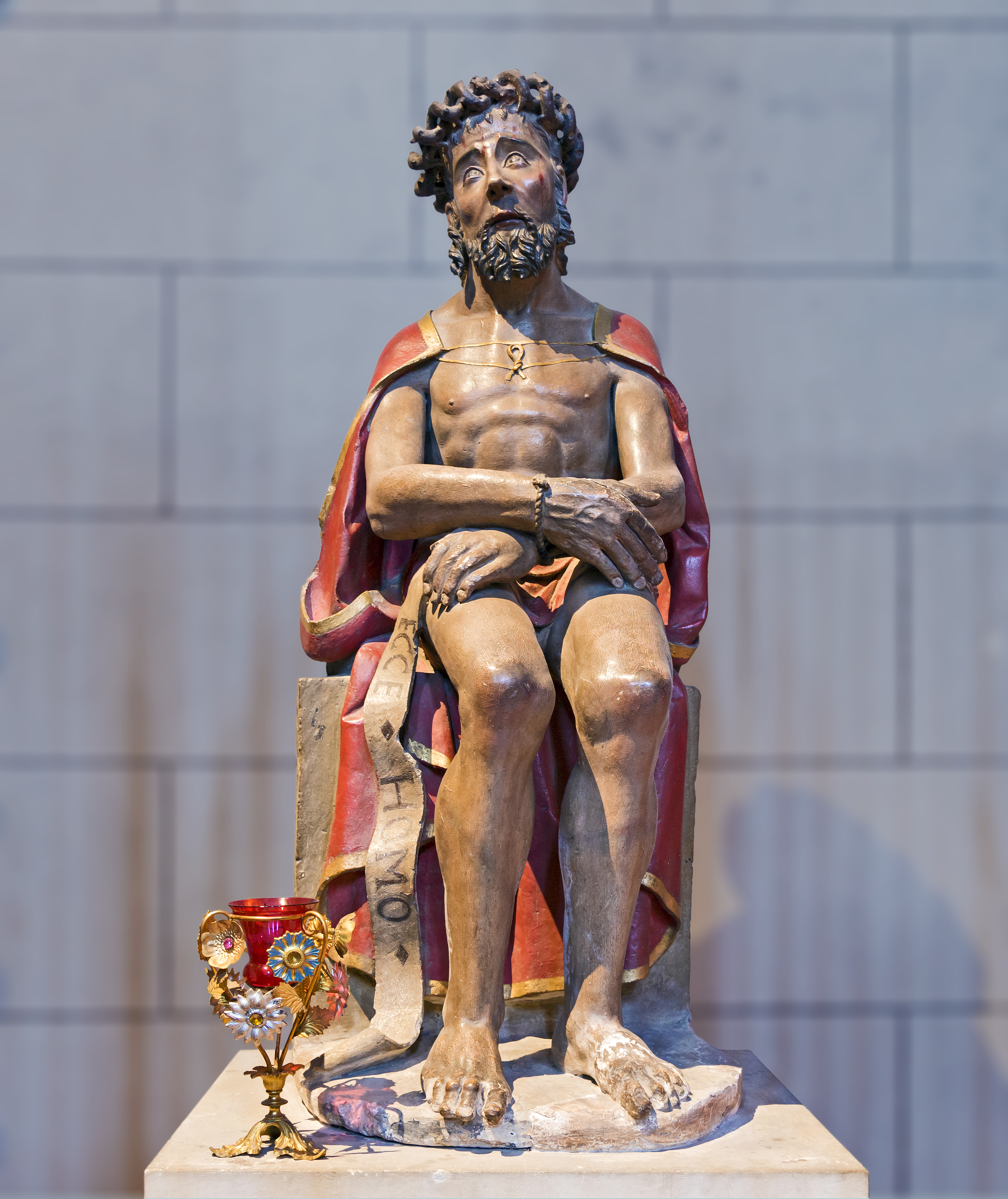
XVI secolo. Ecce Homo.
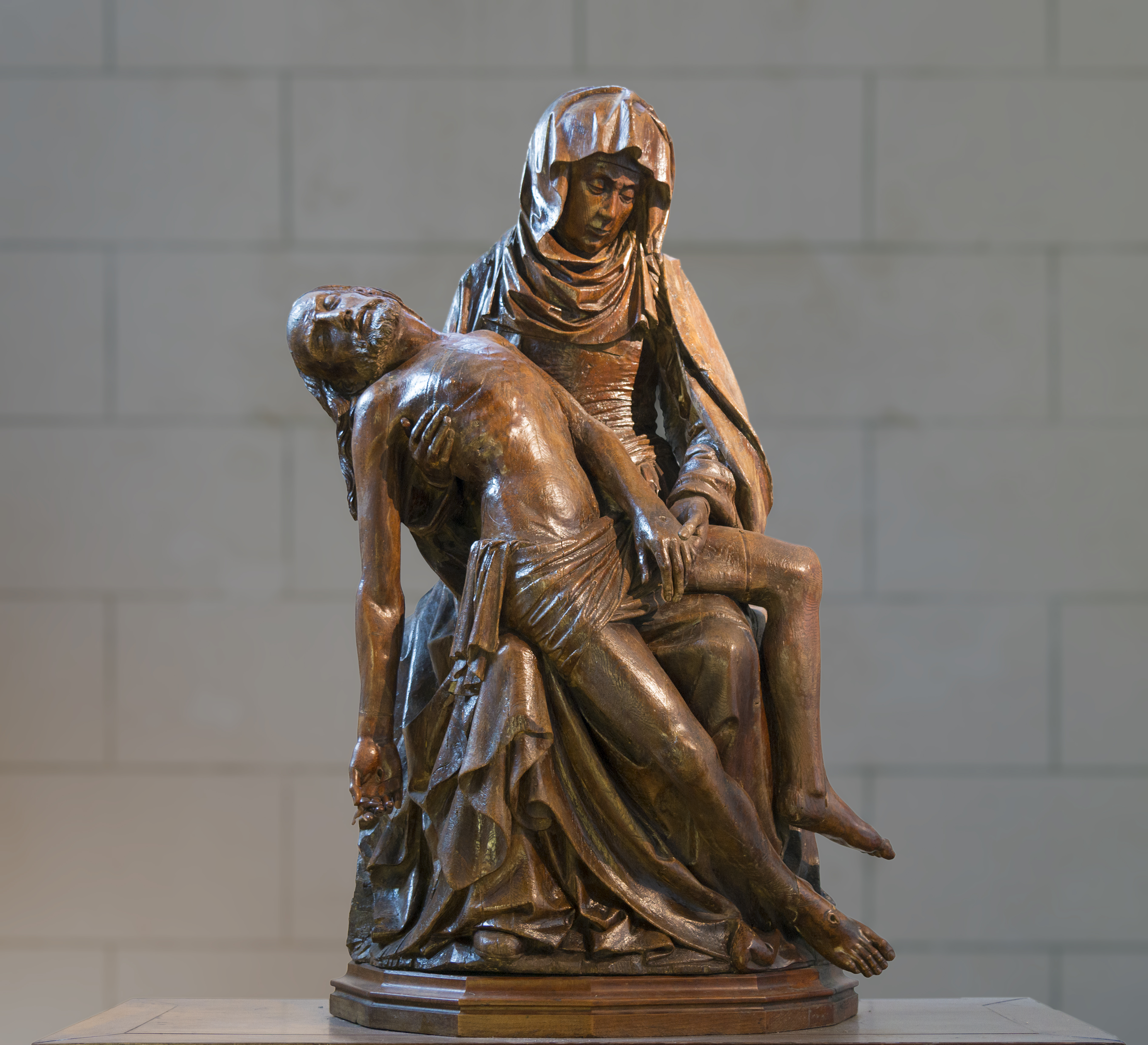
Pietà XVI
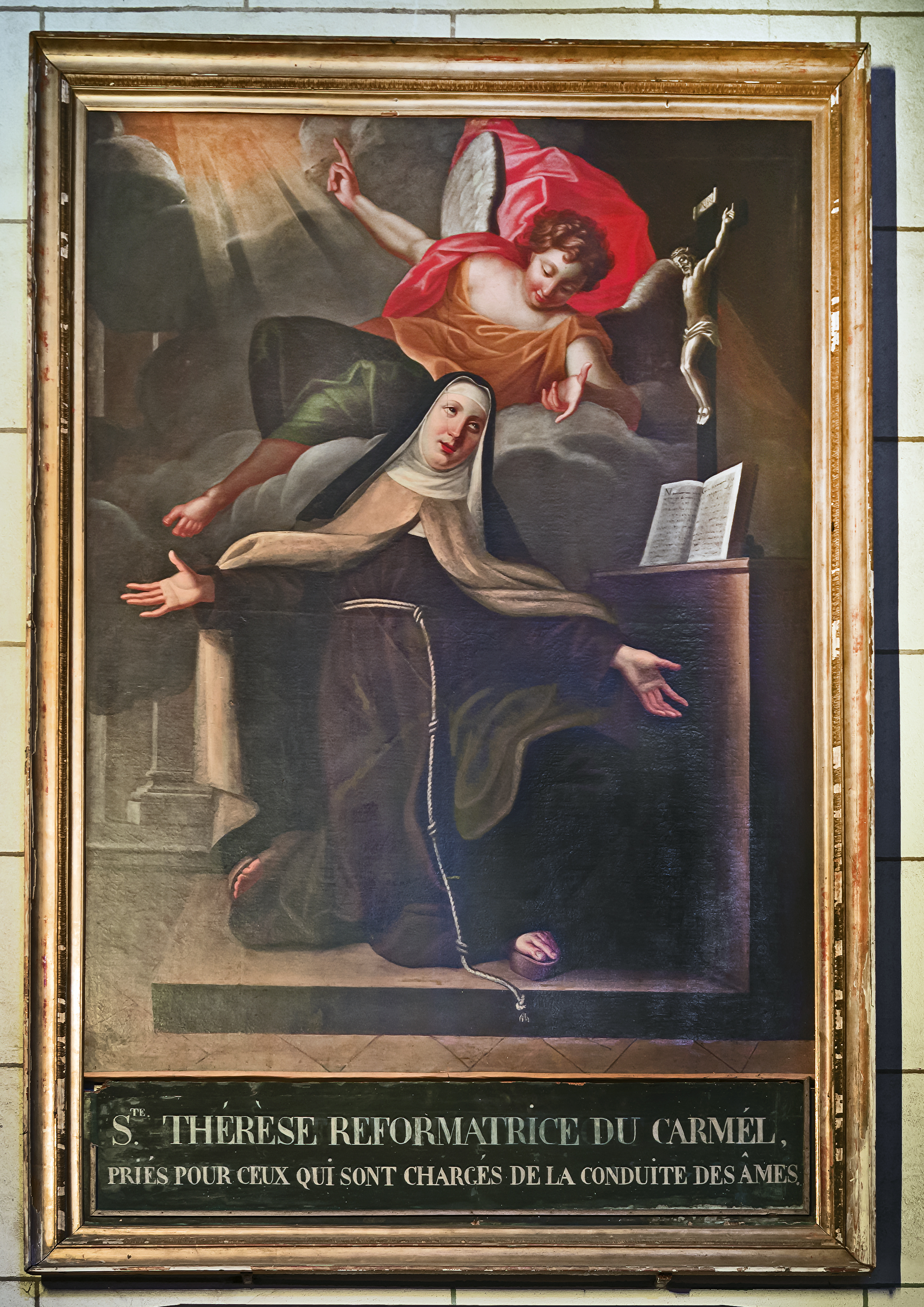
XVIII secolo. Teresa d'Avila.
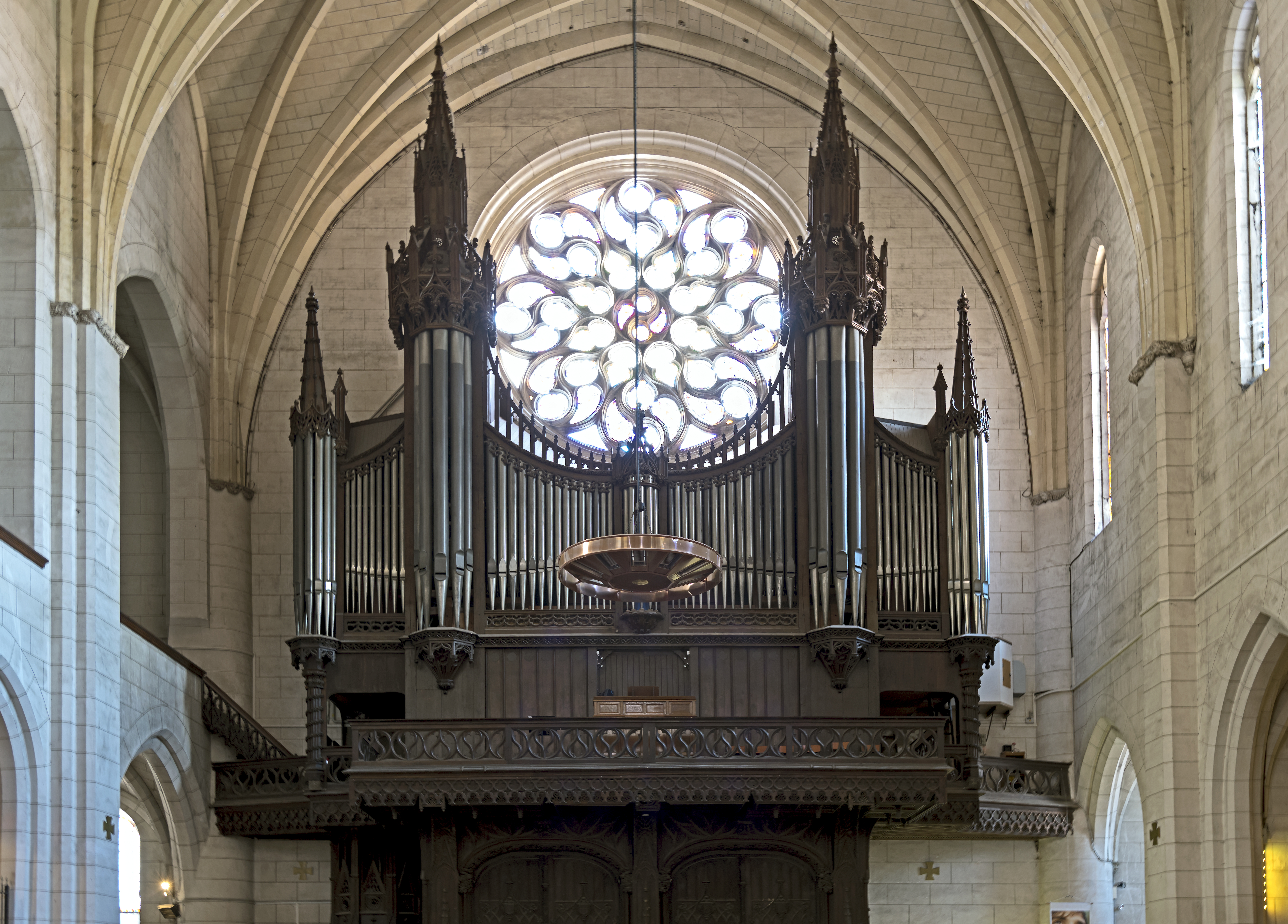
Galleria Organo
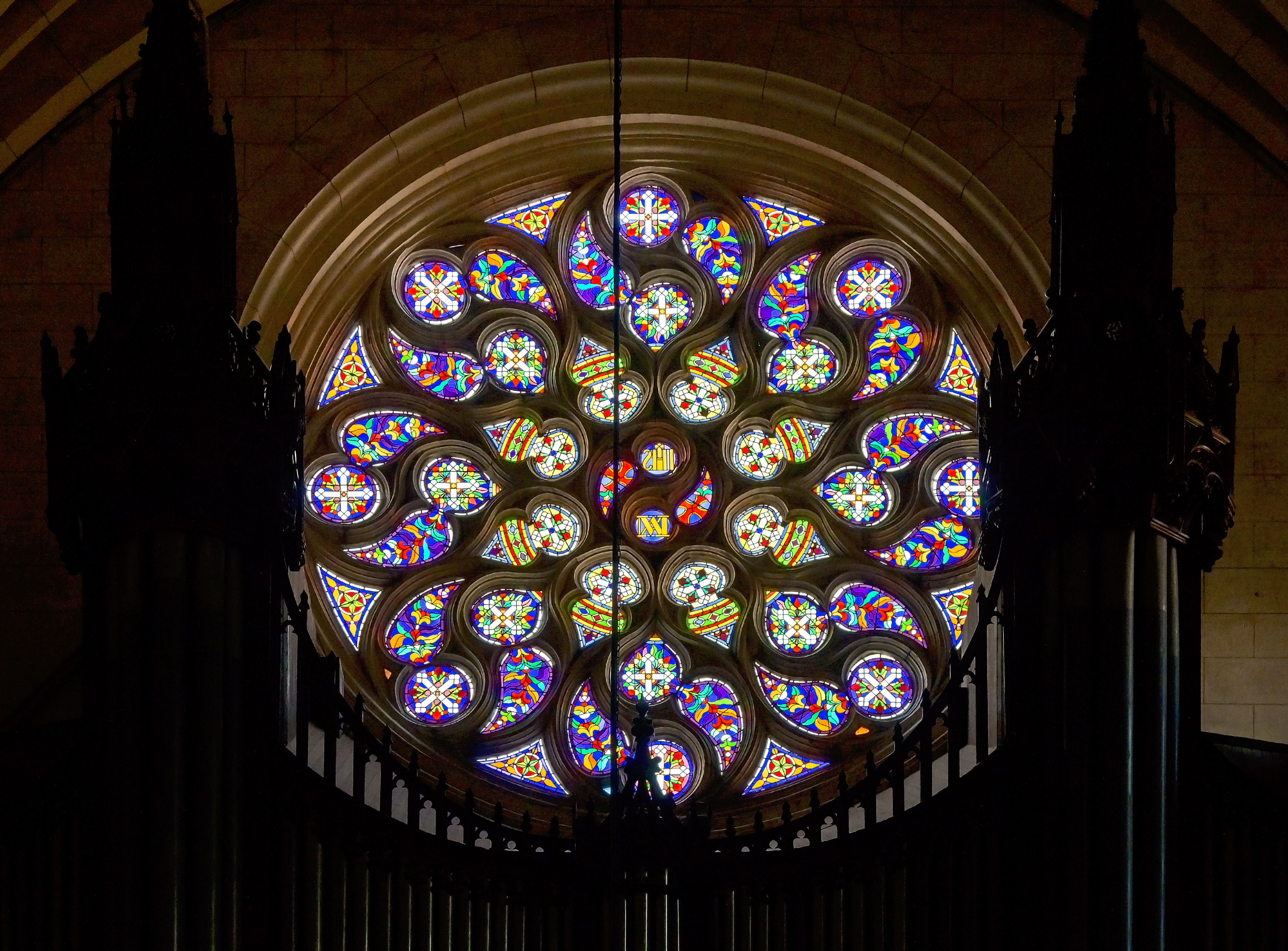
Rosetta
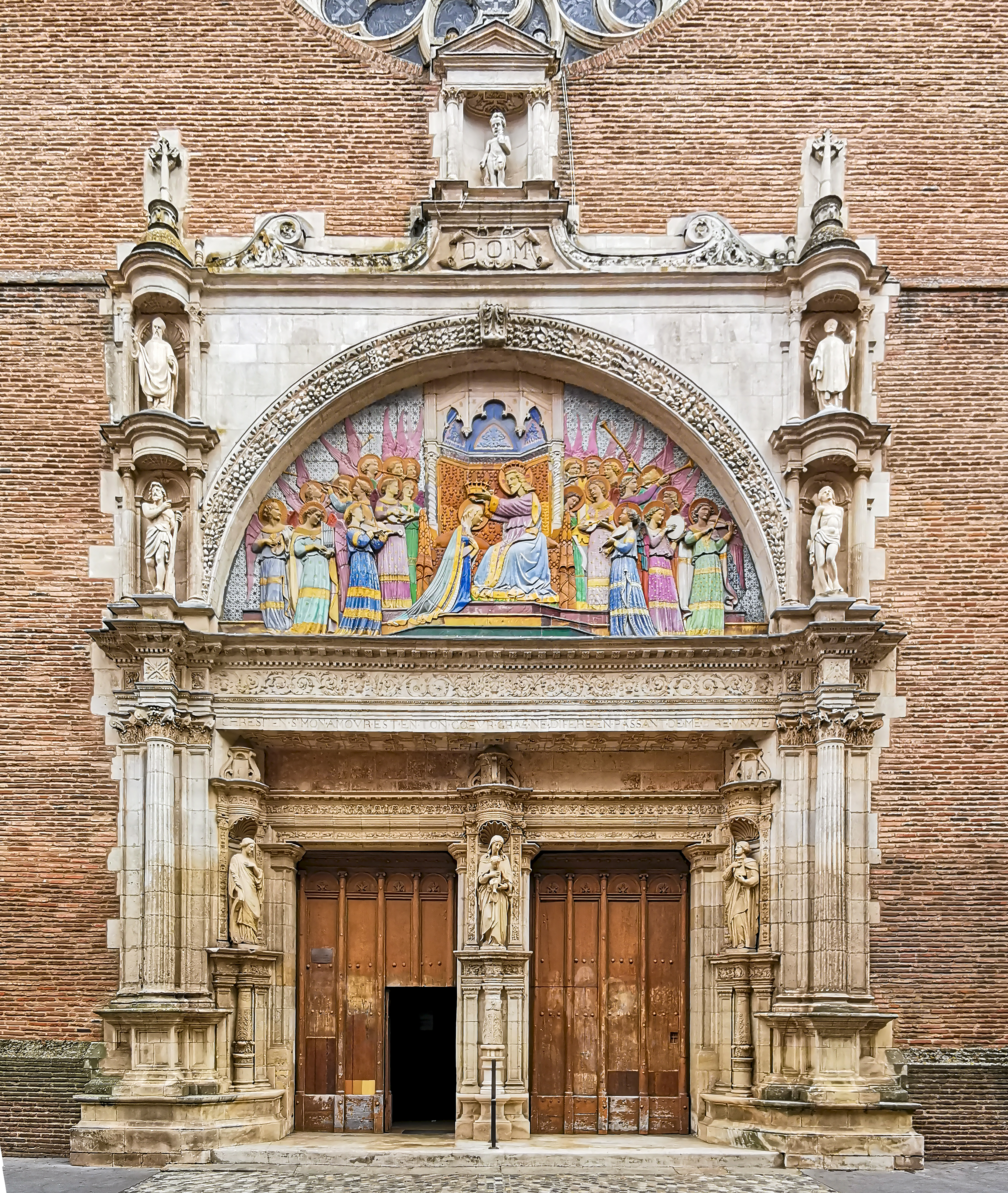
Portale rinascimentale (1540)
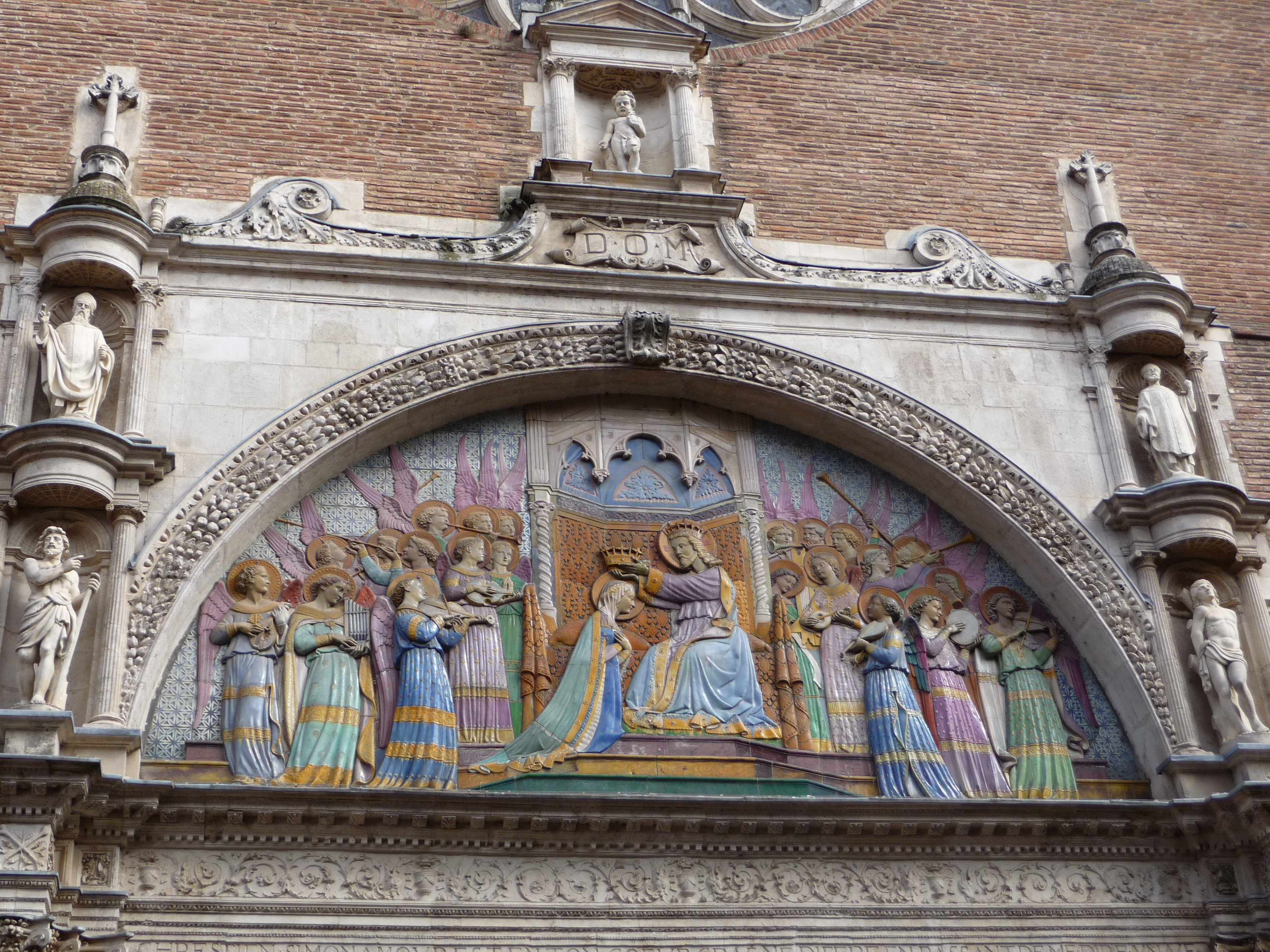
Timpano